# 8-4
유한회사 8-4는 일본의 비디오 게임 현지화 기업이다. 2005년 미나코토 히로코와 전 일렉트로닉 게이밍 먼슬리 편집자 존 리치아디가 설립했다. 일본어에서 영어로, 영어에서 일본어로의 번역 및 현지화를 전문으로 한다. 대표 참여작품으로 《몬스터 헌터》, 《니어》, 《드래곤 퀘스트》, 《파이어 엠블렘》 및 《언더테일》이 있다.

## 역사
8-4는 2005년 10월 5일, 미나코토 히로코와 존 리치아디가 설립했다. 사명은 《슈퍼 마리오 브라더스》에서 마리오가 쿠파를 물리치고 피치 공주를 구하는 마지막 스테이지 이름에서 유래됐다. 본사는 도쿄도 시부야구에 위치한다.

## 참조

### 내용주
1. ↑  일본어: 有限会社ハチノヨン, 영어: 8-4, Ltd.

### 참고주
1. ↑  Akibatteru (2010년 11월 9일). “Akibatteru アキバってる - Taipei Comic Fair, Game localization and Tokyo Anime Fair”. YouTube. 2011년 7월 18일에 확인함.
2. ↑  “About « 8-4”. 8-4. 2005년 10월 5일. 2011년 7월 18일에 확인함.